# Îlot Fleurie

L'îlot Fleurie est un parc non officiel de Québec situé sous le viaduc de l'autoroute Dufferin-Montmorency, à l'extrémité est de la rue Fleurie dans le quartier Saint-Roch. 

## Histoire
L'idée de s'approprier cet espace naît en 1991, d'une initiative citoyenne et spontanée: Louis Fortier, un artiste résidant en face d'un terrain vague, ceinturé par une voie d'accès et laissé à l'abandon, décide d'y planter des fleurs et d'y installer une sculpture de son ami Irénée Lemieux. Au fil des années, la pratique d'ornementer ce lopin de terre de fleurs et d'art public devient commune.
En 1992, un jardin communautaire est mis sur pied chaque été comprenant 50 parcelles. Il est mis sur pied avec l’aide de la Ville de Québec.
En 1993, l’évènement gratuit Plywoodstock invite les artistes à peindre sur des panneaux de contreplaqué chaque année. Il met en valeur des peintres amateurs et professionnels. Le nom est un clin d’oeil à “Plywood city”, faisant référence à l'état d'abandon du quartier depuis les années 70.
En 1994, l'Îlot Fleurie organise Émergence, un événement estival annuel de type symposium de sculpture, mettant en valeur des artistes à l’œuvre sur place et une programmation gratuite.

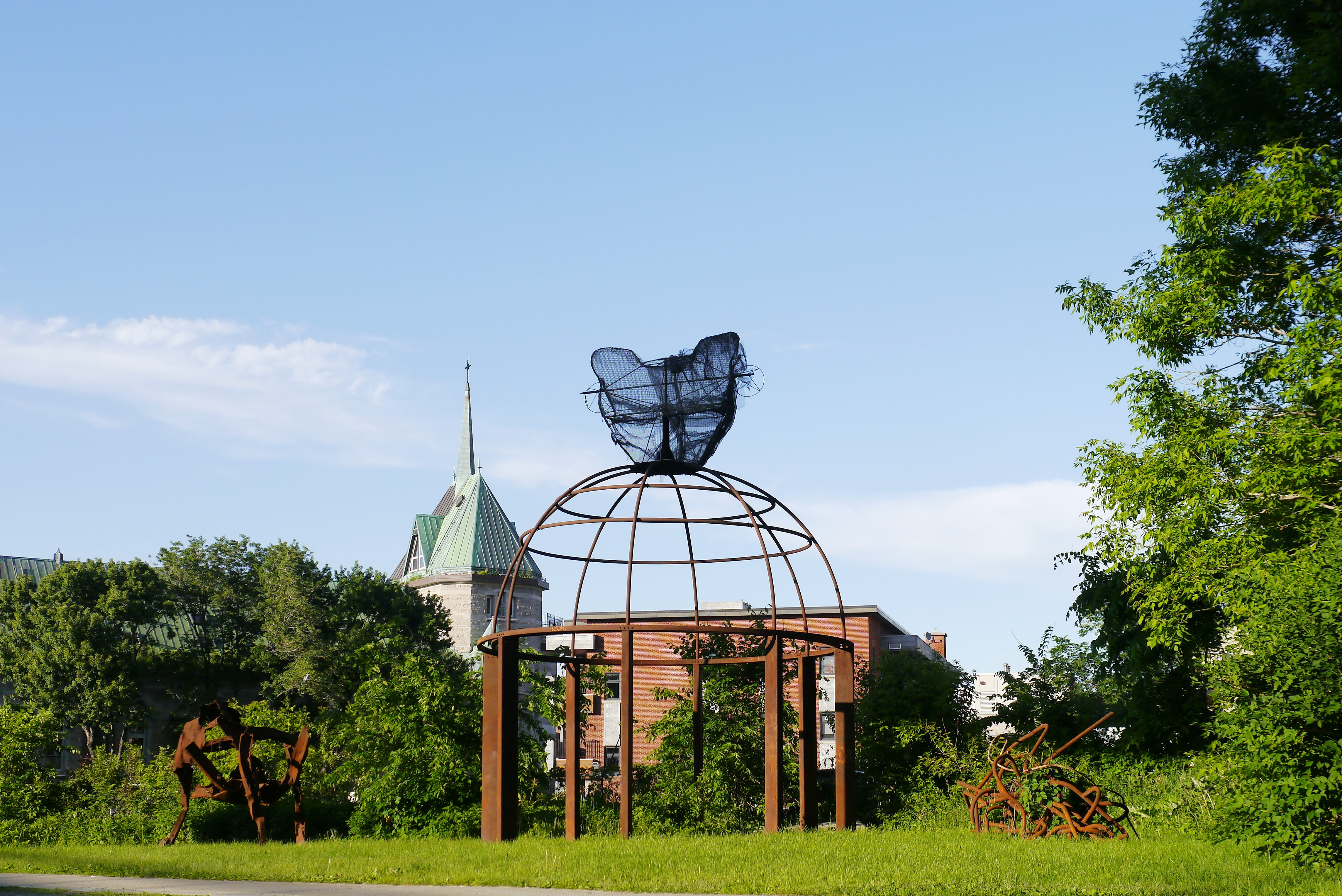
Sculptures à l'îlot Fleurie en 2000.

En 1998 la Ville décide de déménager l'Îlot Fleurie pour développer les terrains. l'Îlot se déplace un peu plus à l'est, sous les bretelles de l'autoroute.
Dans le contexte de la contestation au Sommet des Amériques de Québec en 2001, le site était un lieu de rencontre où l'on servait de la nourriture et des prestations musicales et chorégraphiques. L'événement annuel du Solstice des amériques sera lancé en 2002, pour raviver le souvenir du Sommet.
Une équipe de six femmes horticultrices en herbe ont construit, lors de l’été 2002, de nombreux aménagements extérieurs à partir de végétaux généreusement données et de matériaux trouvés.
En 2006, la Ville met fin à un protocole d’entente qui assurait le financement de plusieurs activités. Plusieurs œuvres d’art sont déplacées et jetées pêle-mêle dans une décharge. L'Îlot Fleurie est démantelé.
Le lieu est notamment parsemé des graffitis et de trompe-l'œil géants peints sur ses colonnes mais deux bretelles jamais ouvertes à la circulation sont démolies en 2007. À partir de 2015, il servira de terrain de stationnement pour une durée prévue de trois ans, le temps que des travaux dans un autre stationnement du quartier soient complétés.

## Hommages
- Une plaque "Ici vécut de la ville de Québec, en l'honneur de Louis Fortier, est présente au 608 Rue Saint-Vallier Est, en son honneur, pour indiquer son ancien lieu de résidence[6].

## Images

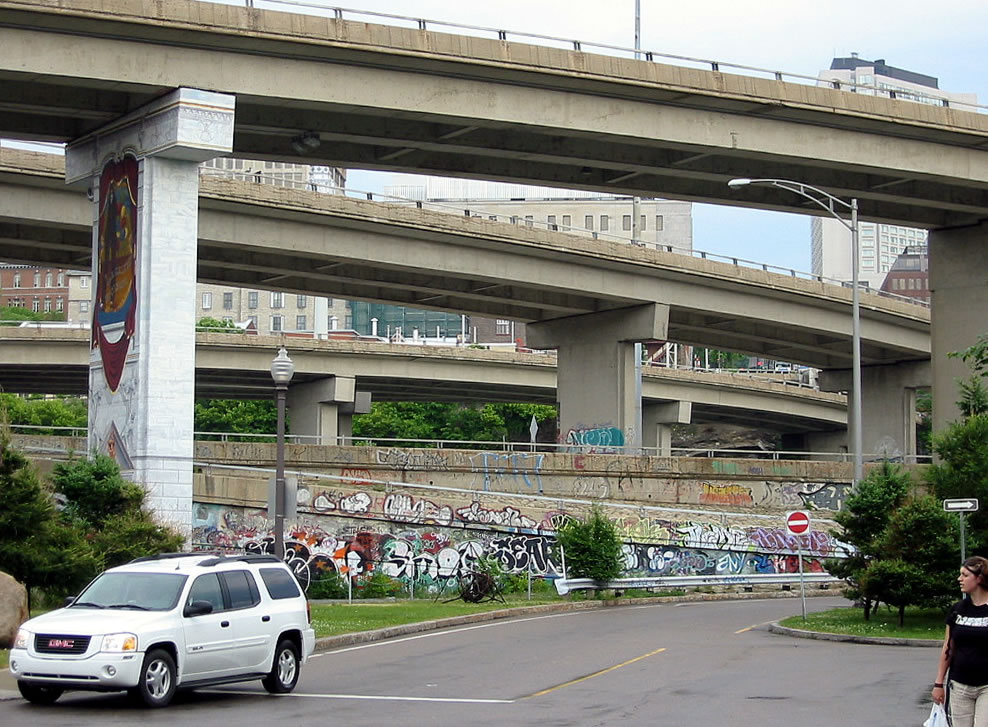
Des Bretelles, avant la démolition de certaines d'entre elles en 2007
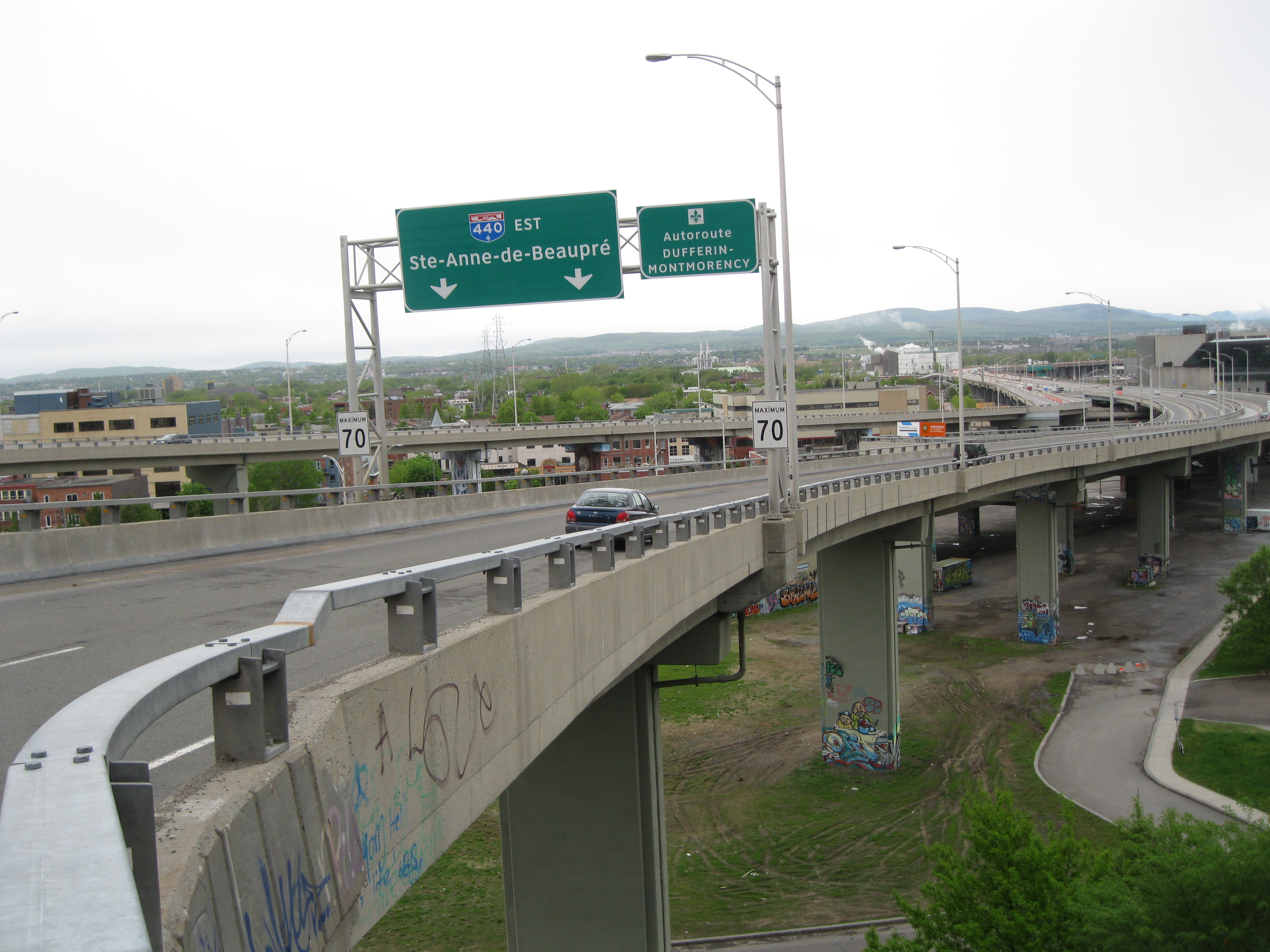
L'est du site en 2010.
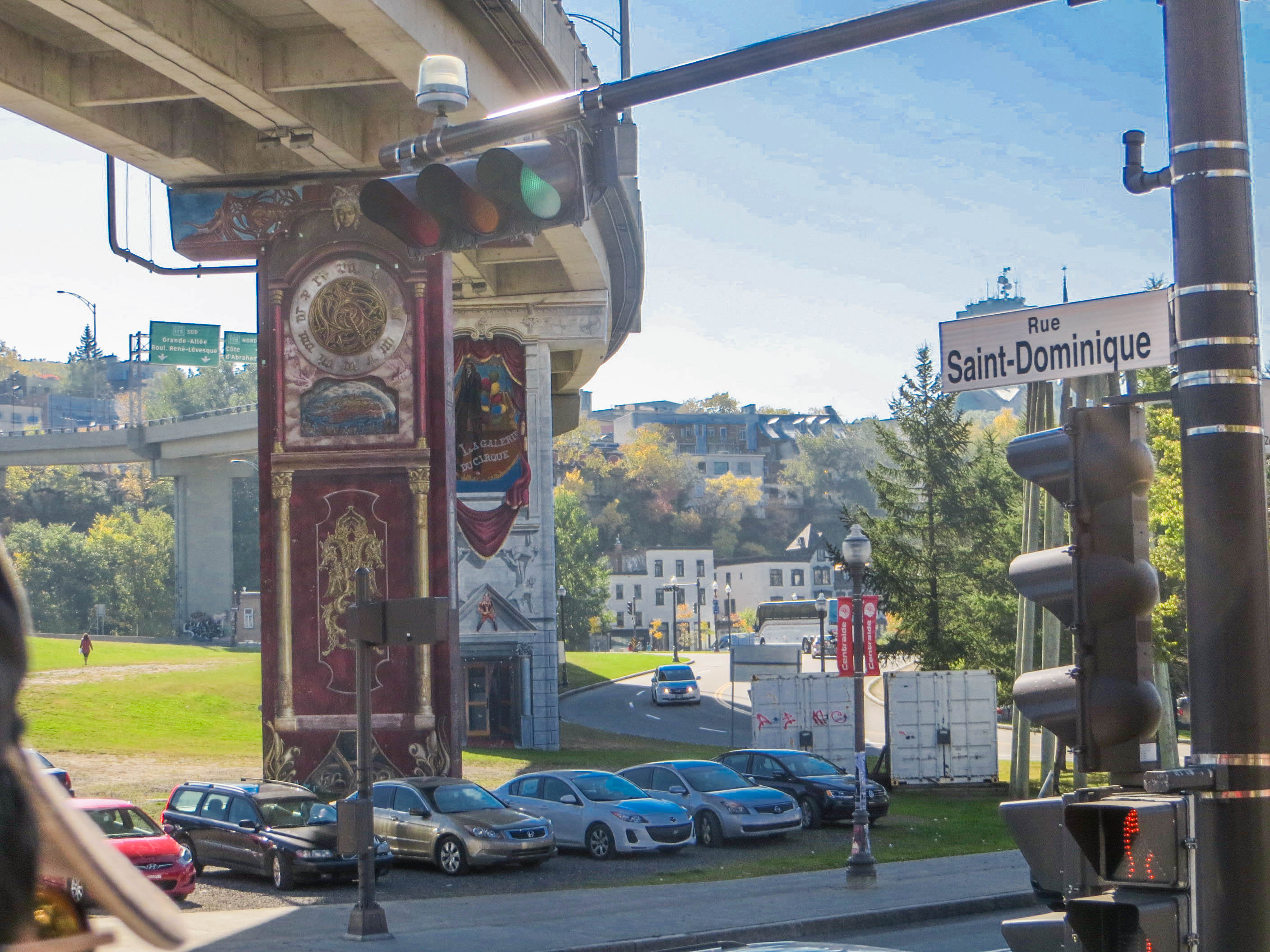
L'ouest du site en 2016
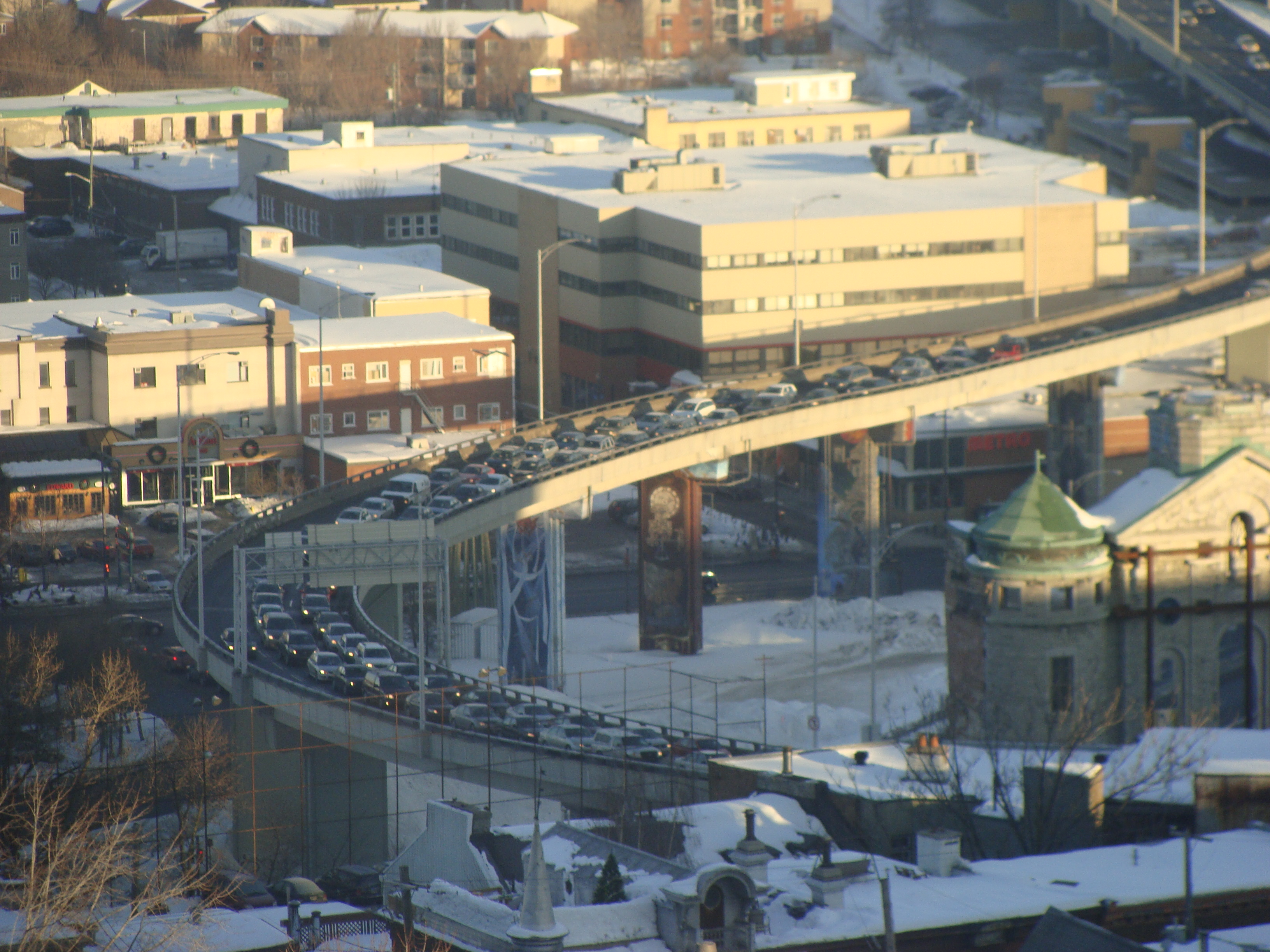
Vue de place Hauteville.